# Patia
Pour le plat homonyme à base de pomme de terre et de crème fraîche, voir cuisine auvergnate.
Genre
Patia est un genre d'insectes lépidoptères de la sous-famille des Dismorphiinae (famille des Pieridae) qui se rencontrent en Amérique centrale et en Amérique du Sud.

## Liste des espèces
Selon GBIF (6 janvier 2024) :
- Patia cordillera (C.Felder & R.Felder, 1862)
  - Patia cordillera cordillera (C.Felder & R.Felder, 1862) - Colombie
  - Patia cordillera larunda (Hewitson, 1869) -  Équateur
  - Patia cordillera sororna (Butler, 1872) - Costa Rica, Panama
  - Patia cordillera thecla (Bargmann, 1929) - Colombie
- Patia orise (Boisduval, 1836) - Bolivie, Colombie, Équateur, Guyane, Pérou
  - Patia orise orise  (Boisduval, 1836) - Guyane
  - Patia orise denigrata (Rosenberg & Talbot, 1914)  - Colombie, Pérou
- Patia rhetes (Hewitson, 1857)
- Patia sororna Butler, 1872

## Classification
Le nom valide complet (avec auteur) de ce taxon est Patia Klots (d), 1933.